# Ефременков, Николай Васильевич
Никола́й Васи́льевич Ефре́менков (род. 22 октября 1920 года, Шутово, Гжатский район, Смоленская область, РСФСР — 1 января 1993, Тверь) — советский и российский историк, специалист в области аграрной истории СССР, доктор исторических наук (1969), профессор (1970), заслуженный деятель науки РСФСР.

## Биография
Родился 22 октября 1920 года в деревне Шутово Гжатского района Смоленской области.
В 1948 году окончил исторический факультет Московского государственного университета. В 1951 году после окончания аспирантуры защитил кандидатскую диссертацию по теме «Организация и первые годы деятельности машинно-тракторных станций (1928—1932 гг.)».
В начале 1950-х годов на исторический факультет Уральского университета с целью укрепления кадров была отправлена целая группа выпускников МГУ, среди которых были О. А. Васьковский, Н. В. Ефременков, Л. М. Брагин, Н. Н. Белова и др.
В 1951—1971 годах работал в УрГУ: декан исторического факультета (1961—1964), проректор университета по учебной работе (1964—1968), заведующий общеуниверситетской кафедрой истории КПСС (1968—1970).
В 1969 году защитил докторскую диссертацию «Подготовка и осуществление коллективизации сельского хозяйства на Урале (1927—1932 гг.)». Руководил Уральским советом по координации и планированию научно-исследовательских работ по гуманитарным наукам (1964—1969).
Участвовал в работе Совета по историографии и источниковедению АН СССР. Возглавлял Урало-Сибирское отделение Комиссии по истории сельского хозяйства и крестьянства Института истории АН СССР.
C 1971 года работал в Калининском государственном университете, заведующий кафедрой истории советского общества (1971—1976). В 1976 году организовал и возглавил кафедру историографии и источниковедения, был деканом исторического факультета.
14—16 сентября 1976 года по инициативе Н. В. Ефременкова при поддержке ректора В. В. Комина и руководства Калининской области на базе исторического факультета Калининского университета состоялась «Всесоюзной конференции преподавателей историографии высших учебных заведений СССР», организованная Отделением истории АН СССР, научным советом по проблеме «История исторической науки», Министерством высшего и среднего специального образования РСФСР. Оргкомитет конференции возглавляла академик М. В. Нечкина.

## Область научных интересов
Результативность научного творчества Н. В. Ефременкова очень высока. Только в 1960-е гг. он опубликовал в различных изданиях, включая центральные, 30 работ. Надо помнить, что научная деятельность учёного, как и всех советских историков того времени, протекала в обстановке господства догматических концепций в науке. Это не позволило исследователю дать объективную оценку предпосылкам, сущности и значению так называемого социалистического переустройства сельского хозяйства. Но в его работах все же просматривается тенденция при анализе любых процессов исходить не из официальных идеологических установок, а из накопленного им громадного фактического и статистического материала, отражающего развитие индивидуальных крестьянских хозяйств, перегибы в колхозном движении, отношение середняцких масс к аграрной политике ВКП(б), судьбу репрессированных «кулаков» и т. д. Такое направление сближает научное наследие Н. В. Ефременкова с современной историографией.
Под руководством Н. В. Ефременкова защищено 12 кандидатских диссертаций. Один его ученик стал доктором исторических наук.

## Основные работы
- Начало массового колхозного движения в уральской деревне // Исторические записки. М., 1963;
- Колхозное строительство на Урале в 1917—1930 гг. // Из истории коллективизации Урала. Свердловск, 1966;
- Колхозное строительство на Урале в 1931—1932 гг. // Из истории коллективизации Урала. Свердловск, 1968. Сб. 2.
- Методические указания и материалы к спецсеминару «Крестьянство Центрального промышленного района в переходный период (1917—1937 гг.)». Для студентов исторического факультета // сост. Н. В. Ефременков, И. Г. Серёгина. Калинин, 1983. С. 9, 11-19.
- Структура и содержание историографической подготовки студентов исторических факультетов университетов, занимающихся по типовым учебным планам // Историография истории СССР: проблемы преподавания и изучения. Калинин, 1985. С. 153—162;
- Основы научного исследования и методы самостоятельной работы студента-историка. Калинин, 1987 (2-е изд. 1989)
- Современный этап исторической науки и источниковедческая культура студента-историка: формирование и значение (Размышления преподавателя источниковедения) // Источниковедческая культура студента-историка. Тверь, 1990. С. 17-34;
- Ефременков Н. В., Серёгина И. Г. Историография истории СССР. Тверь, 1991
- Краеведение в системе исторической науки: К истории вопроса // Историческое краеведение: вопросы преподавания и изучения. Тверь, 1991.
- Первокурснику-историку о самостоятельной работе: методические рекомендации и практические советы. Тверь, 1992.

## Награды
- Лауреат премии Уральского университета за цикл работ по истории коллективизации сельского хозяйства (1970)[7].
- Медаль "В ознаменование 100-летия со дня рождения Владимира Ильича Ленина" (1970).
- Заслуженный деятель науки РСФСР (1980).